# Dittrichia maritima
Dittrichia maritima é uma espécie de planta com flor pertencente à família Asteraceae. 
A autoridade científica da espécie é Brullo & De Marco, tendo sido publicada em Portugal. Acta Biol. 19(1-4): 346 (2000).

## Portugal
Trata-se de uma espécie presente no território português, nomeadamente em Portugal Continental.
Em termos de naturalidade é endémica da região atrás referida.

## Protecção
Não se encontra protegida por legislação portuguesa ou da Comunidade Europeia.